# Feliks Kanic
Feliks Kanic, Philip Emmanuel Felix Kanitz (ang.węg. Felix Kanitz, bułg. Феликс Каниц; ur. 2 sierpnia 1829 w Budapeszcie, zm. 22 grudnia 1904 w Wiedniu) – pochodzący z rodziny niemieckiej austro-węgierski przyrodnik, geograf, etnograf, archeolog, grafik, autor dzienników wieloletnich podróży po krajach bałkańskich.
Urodził w zamożnej niemieckiej rodzinie żydowskiej Emmanuela Kanitza i jego żony Dembits Judith, którzy osiedlili się na Węgrzech. Rodzice dbali o staranne wykształcenie syna, który od dziecka przejawiał talent artystyczny. Po śmierci matki został przyjęty – w wieku 13-14 lat – do pracowni litografii i grawiury wybitnego grafika, Grimma. Od 17 roku życia studiował grawiurę w Wyższej Szkole Rysunku w Uniwersytecie Wiedeńskim.
W latach 1847–1850 pracował jako dziennikarz w Lipsku, a następnie rozpoczął podróże po Europie, odwiedzając Niemcy, Francję, Belgię i Włochy. W roku 1856 zamieszkał w Wiedniu. Odbywał podróże po prowincjach bałkańskich – Dalmacji, Hercegowinie, Czarnogórze, Serbii, Bułgarii, Bośni i Macedonii. Stał się cenionym etnografem południowych Słowian. Przyjął chrześcijaństwo.
Jest autorem: 
- „Die Römischen Fundein Serbien” (Vienna 1861),
- „Serbiens Byzantinische Monumente” (Vienna 1862),
- „Reise in Süidserbien und Nordbulgarien” (Vienna 1868),
- „Serbien, Historisch-Ethnographische Reisestudien aus den Jahren 1859-1868” (Leipsic 1868),
- „Donau-Bulgarien und der Balkan, Historisch-Geographisch-Ethnographische Reisestudien aus den Jahren 1860-1875” (Leipsic 1875-79; 3. wyd. 1882),
- „Katechismus der Ornamentik” (Leipsic 1891),
- „Römische Studien in Serbien” (Vienna, 1892).

Odwiedził wiele zabytków w Bułgarii i Serbii, badając różnice między nimi. Twierdził, że większość budowli w średniowiecznej Bułgarii zbudowano na ruinach rzymskich i bizantyjskich.
W swojej ostatniej książce nt. Serbii wrażał nadzieję, że jego badania dziedzictwa kulturowego tego regionu będą kontynuowane przez młodych naukowców (zmarł wkrótce po zakończeniu korekty tej książki):

„Мислим да је мени баш највише стало до тога да моја истраживања подстакну млађе снаге на нова и успешнија прегнућа” (serb.)